# Бондаренко Олександр Ігорович
Олександр Ігорович Бондаренко (нар. 28 липня 1989, Київ, УРСР) — український футболіст, нападник аматорського клубу «Штурм» із Іванкова.

## Кар'єра гравця
Бондаренко є вихованцем «Оболоні». У 2008 році він грав за дублюючу команду «Оболонь-2», яка виступала у Другій лізі України. По ходу сезону 2008/09 років клуб знявся з розіграшу турніру; український футболіст встиг провести 19 матчів та забити 2 м'ячі. Навесні 2009 року він був орендований «Нивою» з Вінниці, яка грала в тій же лізі. Бондаренко відіграв 10 зустрічей і 4 рази відзначився голом. Після повернення оренди він був переведений до першого складу «Оболоні» в лютому 2010 року. Нападник дебютував в Прем'єр-лізі 20 березня в грі з львівськими «Карпатами».
Після розформування «Оболоні», 9 лютого 2013 року, переїхав в Угорщину, де грав за друголіговий «Аквітал» з містечка Чаквар (медьє Феєр).
З 2014 року став виступати в клубі «Колос» (Ковалівка), який тоді грав на аматорському рівні, а з наступного року заявився у професіональні змагання. Увагу до себе привернув у 2015 році, коли в перших восьми матчах відзначався в середньому по голу в матчі, завдяки чому «Колос» (Ковалівка) в сезоні 2015/16 років закріпився у верхній частині турнірної таблиці Другої ліги.
Всього за ковалівців зіграв 132 матчі у всіх турнірах, і відзначився голами 48 разів, ставши лише одним з трьох футболістів, які пройшли з командою шлях від аматорів до Прем'єр-ліги. За забитими м'ячами є кращим бомбардиром «Колоса» за всю історію. 
У вересні 2020 року був відданий в оренду в першолігову «Волинь». Після волинського етапу кар'єри став виступати на аматорському рівні і спочатку грав за «Джуніорс» (Шпитьки), а у 2022 році став гравцем аматорського «Штурма» з Іванкова.

## Досягнення

### На професіональному рівні
- Друга ліга чемпіонату України:
  -  Переможець (1): 2015-16

### На аматорському рівні
- Чемпіонат України серед аматорів:
  -  Бронзовий призер (1): 2015

- Чемпіонат Київської області:
  -  Чемпіон (1): 2014

- Кубок області:
  -  Володар (1): 2014

- Суперкубок Київської області:
  -  Володар (1): 2014

- Меморіал Олега Макарова:
  -   Переможець (1): 2015